# Mišpule obecná
Mišpule obecná (Mespilus germanica) je druh rostlin patřící do čeledi růžovité (Rosaceae). Plody jsou jedlé. Nezralé chutnají tříslovitě, dozrávají po přemrznutí a změknutí, jsou chutné se specifickou hruškovou chutí, oceňované i pro zdravotní účinky. Druh lze použít jako okrasnou rostlinu.

## Synonyma
Je také používáno synonymum mišpule německá. Mezi méně používaná synonyma patří:
- nišpule (Černý 1517)
- nyšpule česká
- vlaská (Hájek 1562)
- myšpule česká (Zalužanský 1592)
- nyšpulový strom (Veleslavín 1598)
- mišpule domácí (Presl 1819, Čelakovský 1879)
- mišpuloň domácí (Opiz 1852)

Pokud je druh Mespilus germanica zařazen do rodu hloh Crataegus, správný vědecký název tohoto druhu je Crataegus germanica.

## Historie
Často pěstována ve středověku jako ovocná dřevina, ve střední Evropě se pěstuje od 12. století. Je ale možné, že je pěstována již 3000 let. Starověký řecký geograf Strabón zmiňuje μέσπιλον (mespilon) v publikaci Geographica, kniha 16, kapitola 4. 
Byla pěstována v Řecku v době asi 700 př. n. l. a v Římě asi 200 let před naším letopočtem. V 17. a 18. století byla vytlačena jinými druhy ovoce, a je dnes pěstována okrajově, spíše znalci tohoto druhu ovoce.

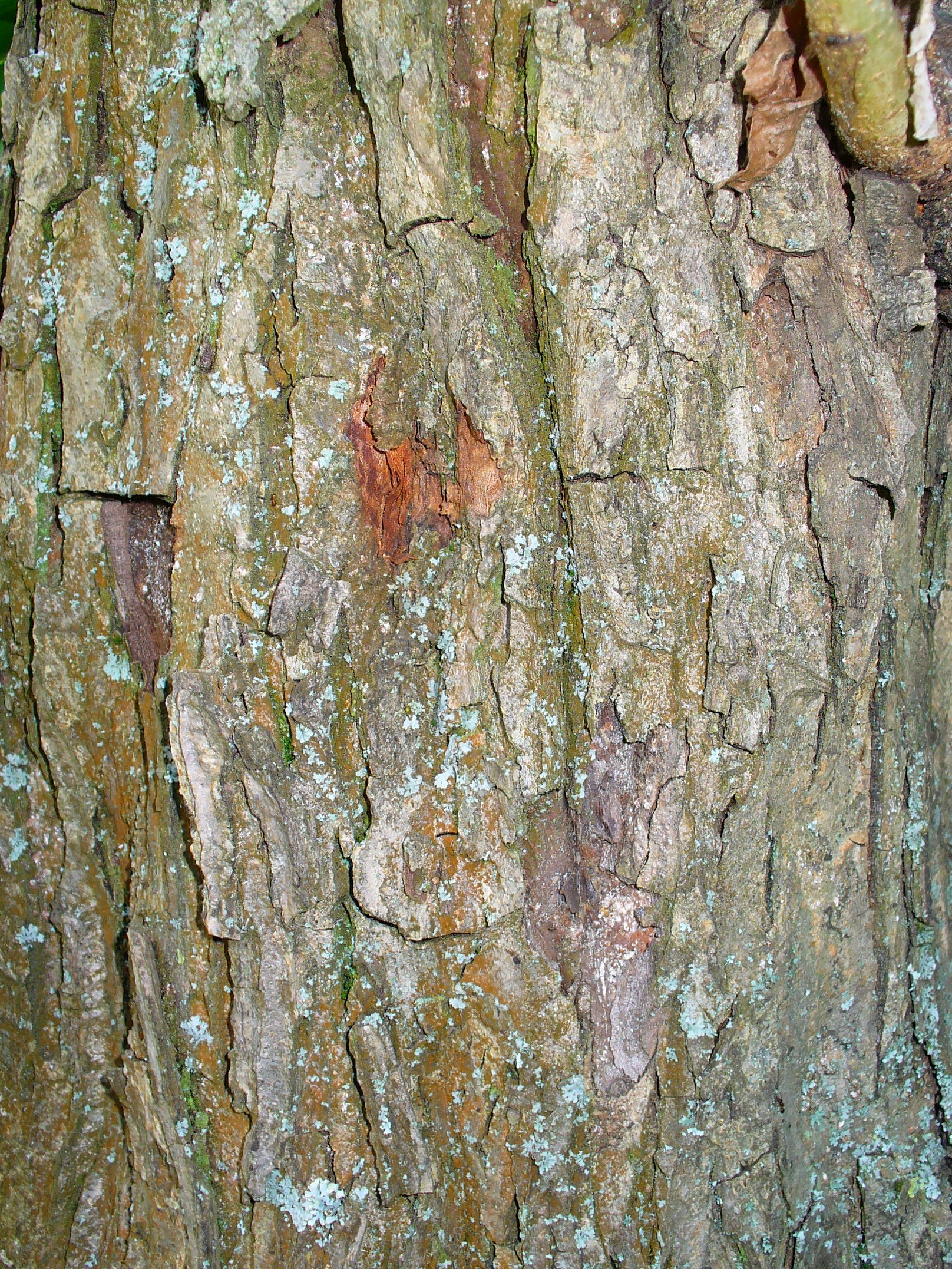
Borka

## Rozšíření
Pochází z oblasti Malé Asie, oblasti Kavkazu a severního Íránu. V ČR se vzácně vyskytují i zplanělé rostliny.

## Popis
Je to listnatý opadavý keř (zřídka malý strom ) dorůstá výšky 5 m s nepravidelně rozložitým habitem koruny. Listy jsou celokrajné 7–12 cm dlouhé, zelené, kožovité, ochlupené. Kvete v květnu nápadně velkými květy s bílými korunními lístky. Plody jsou malvice, kulovité, ochlupené, hnědě zbarvené. Dřevo je červenavě bílé, tvrdé, pevné a velmi houževnaté. Mladé výhony planých rostlin mají trny, ty zcela chybí u kulturních odrůd.
Počet chromozomů 2n = 32 nebo 2n = 34.

## Obsahové látky
Plody obsahují asi sedmdesát pět procent vody, deset procent cukru, vitamíny (C a B2), vlákninu, třísloviny, kyseliny (nejvíce kyseliny jablečné) a ve větším množství minerální látky jako vápník, hořčík, draslík a sodík.

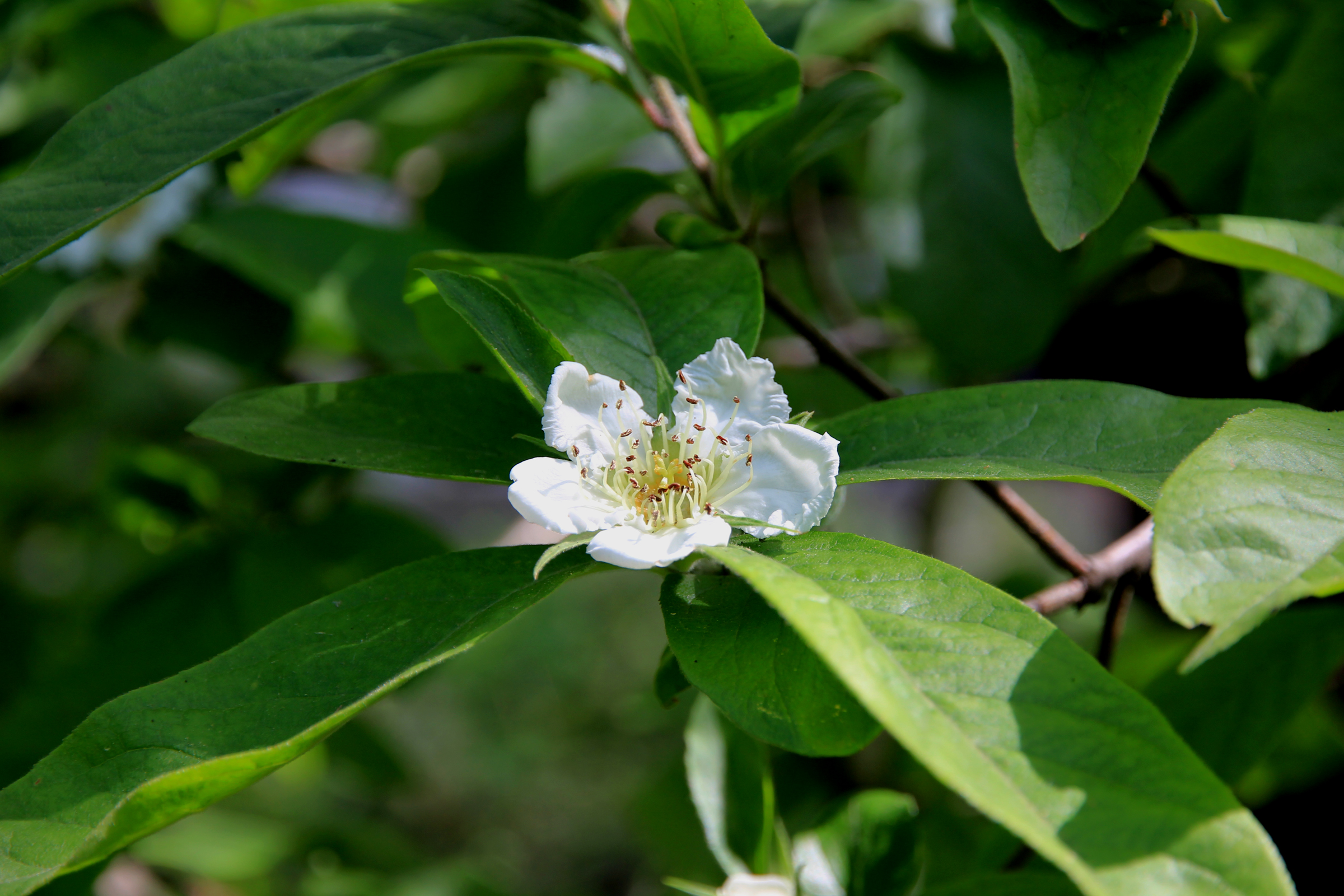
Květ

## Použití
Je používána jako okrasná rostlina pro nápadné květy a plody. Plody jsou používány ke konzumaci jako ovoce, zrají po prvních mrazech. Je považovaná za cenné ovoce pro obsah vlákniny, jež působí proti rakovině tlustého střeva a může snížit i riziko vzniku žlučových kamenů, zvyšuje mikrobiální činnost ve prospěch bifidogenních bakterií. Ze zralých, změklých plodů lze snadno vyrobit velmi chutnou zavařeninu. Nevýhodou mišpulí je obtížná manipulace se zralými měkkými plody, jejichž slupka se snadno trhá.
V Íránu se ovoce, listí, kůra a dřevo stromu používaly jako léky na některá onemocnění, včetně průjmu, nadýmání žaludku, abscesů v krku a horečky.

## Pěstování
Mišpule vyžaduje teplé a chráněné polohy. Preferuje vápenitou, propustnou humózní půdu. podle jiných zdrojů mírně kyselou. Snese přísušky.

### Rozmnožování

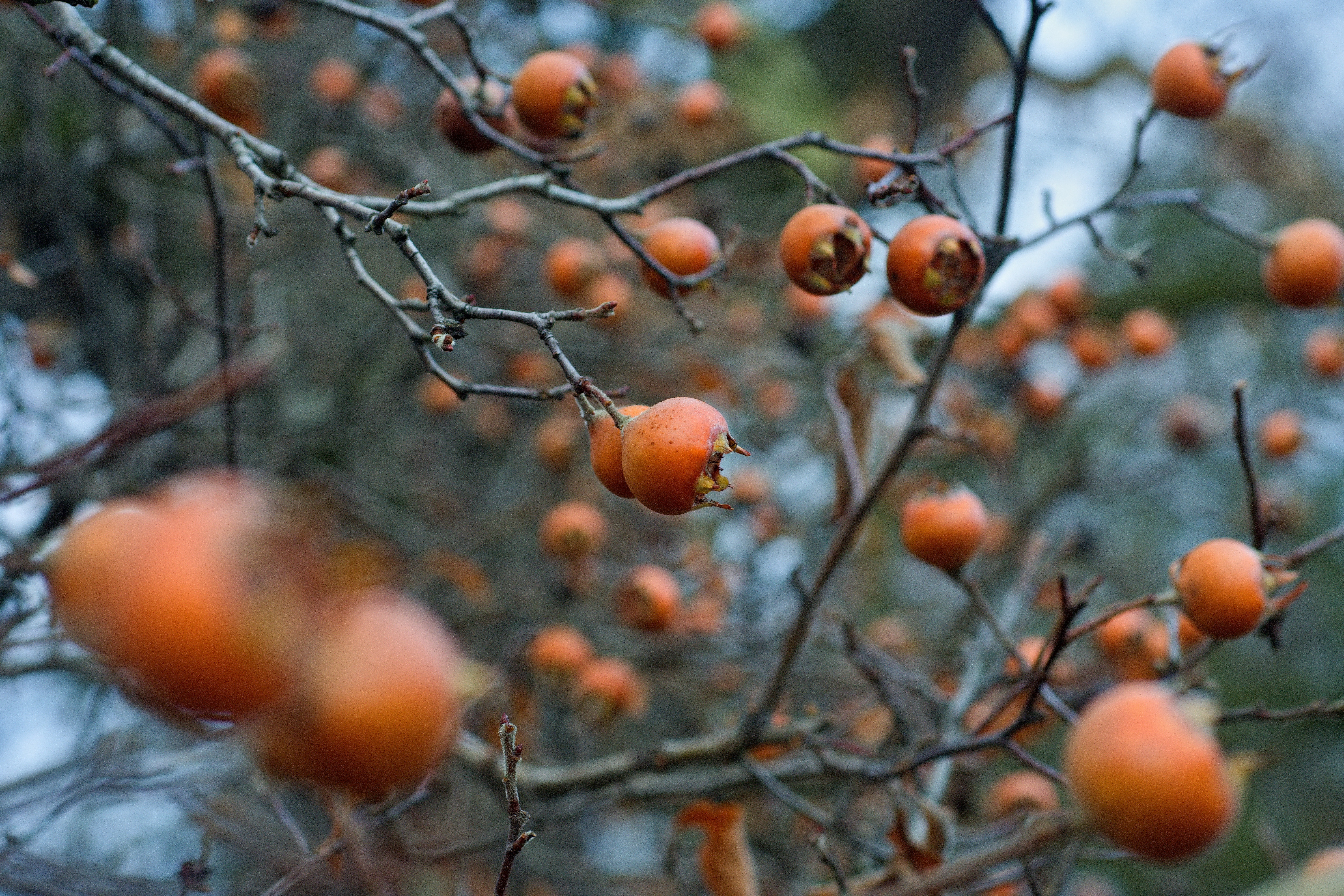
Mišpule obecná nad Ústím nad Labem

Jako ovocný strom nebo keř je rozmnožována vegetativně, roubováním nebo očkováním na hloh, kdouloň, hruškový semenáč nebo jeřáb, ale množí se někdy i samovolně, generativně.

## Choroby a škůdci
Druh je zřídka poškozován hmyzem nebo chorobou. Listy mohou poškozovat larvy motýla Lithocolletis blancardella. Hnilobu plodů, moniliózu, způsobuje Monilia fructigena (rod Monilia). Někdy může být poškozována houbou Podosphaera clandestina způsobující vadnutí listů a pupenů. Mišpule je náchylná k poškození bakteriální spálou růžovitých.[9]